# Birgit Õigemeel (musikalbum)
Birgit Õigemeel är det självbetitlade debutalbumet från den estländska sångerskan Birgit Õigemeel. Albumet gavs ut 25 januari 2008. Det innehåller elva låtar och fyra av dem gavs ut som singlar.

## Låtlista
1. Homme – 4:07
2. Peidame jäljed – 4:09
3. Kas tead, mida tähendab... – 4:21
4. Ise – 3:45
5. Kaugele maale – 4:56
6. Tiivad – 3:45
7. Kui mind kutsud Sa – 3:44
8. Välja mu peast – 3:16
9. 365 Days – 3:00
10. Flower Child – 3:25
11. See päev on teel / All By Myself – 4:12 (med Riho Sibul)